# Louis-Nicolas Blondel
Pour les articles homonymes, voir Blondel.
Louis-Nicolas Blondel (dont le vrai prénom est probablement Simon) est un musicien français du XVIIe siècle, connu surtout pour l’édition d’un livre de petits motets en 1671.

## Biographie
On sait seulement qu’il fut employé comme chantre (chanteur) à la Chapelle royale de Versailles, vers 1671, ce qui ressort de la dédicace de son livre de motets.
Mais on sait aussi qu'à la même époque, deux « Blondel » étaient chantres à la chapelle du roi :
- Jean Blondel, cité comme taille en 1668 et 1670[1] ;
- Simon Blondel, cité  comme chantre en 1664, mort le 2 décembre 1672[2].

Par ailleurs, un « Blondel » au prénom inconnu chante le rôle de l’Hymen dans la mascarade des Nopces de village en 1663 (livret d’Isaac de Benserade, musique de Jean-Baptiste Lully). En 1664, dans la seconde journée des Plaisirs de l’Île enchantée, ce Blondel chante le rôle d’un valet de chien et celui d’un pâtre (livret de Molière, musique de Lully). En 1668, il joue l’amant d’une bergère dans le Grand divertissement royal de Versailles (musique de Lully, livret de Molière). En 1669 enfin, il chante dans Le Divertissement de Chambord (livret de Molière, musique de Lully).
Qui est qui ? S’il ne s’agit pas de trois chanteurs différents, on peut supposer que Louis-Nicolas et Simon étaient la même personne. En effet, Blondel promet une suite à son livre de motets de 1671, qui n’a jamais paru, et l’on sait que Simon Blondel est mort début décembre 1672. La première source qui prénomme le compositeur "Louis-Nicolas" est le catalogue de la collection musicale de Sébastien de Brossard, en 1724, et l'auteur aurait pu se tromper (on en a d'autres exemples). Ce prénom est donc très incertain, d'autant que « Simon » semblerait convenir...
Autre questionnement : ce Blondel est-il lié à l’architecte François Blondel (1618-1686) ? Celui-ci possédait dans la section musicale de sa bibliothèque, un « pacquet de manuscripts de Mr. Blondel » outre de nombreux opéras et ballets, qui laisse entrevoir des sources musicales non publiées.

## Œuvres

### Œuvres profanes
- Attribué à Louis-Nicolas Blondel : Air Mes soupirs vous ont dit plus de cent fois le jour, signé « Blondel » dans le XIe livre d’airs de différents auteurs à deux parties (Paris : Robert III Ballard, 1668). RISM 16684, Guillo 2003 n° 1668-A. Air décrit sous le numéro LADDA 1668-05 dans Goulet 2007. Le poème est attribué à Pierre Corneille (voir Maurice-Amour 1955).
Fac-similé et transcription dans la base Philidor du CMBV.
- Est-ce au même Blondel qu’il faut attribuer un air publié dans le Recueil d'airs sérieux et à boire de différents auteurs, pour l'année 1702 (Paris : Christophe Ballard, 1702) ? Voir RISM B-II p. 311.

### Œuvres sacrées

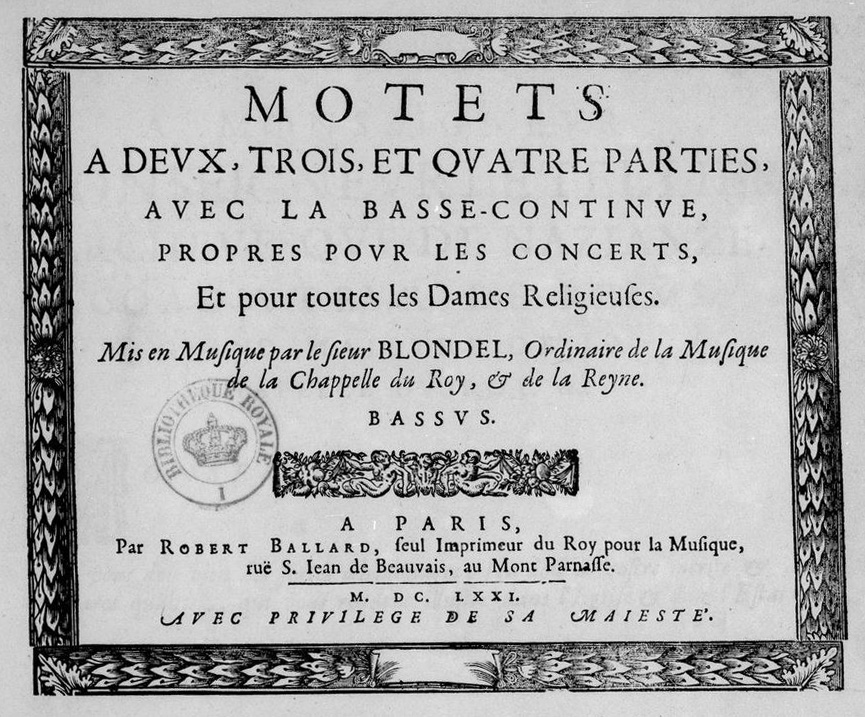
Les Motets à 2, 3, et 4 parties avec la basse-continue (Paris, 1671). Paris BNF.

- Motets à deux, trois et quatre parties avec la basse-continue, propres pour les concerts et pour toutes les dames religieuses. Paris : Robert III Ballard, 1671. 5 volumes 4° oblong. RISM B 2982, Guillo 2003 n° 1671-F, Berton 2011 n° MI.recueil.5. Seul exemplaire complet à Paris BSG. Recueil numérisé sur Gallica.

Dédicace à Mgr Le Tellier, archevêque de Nazianze, coadjuteur de Reims, Grand Maître de la chapelle du Roi. Dans son avis au lecteur, l’auteur précise qu’il avait fourni vingt motets à imprimer, mais qu'on n'a pu en imprimer qu'une douzaine, les presses de Ballard étant encombrées. Le reste devait paraître bientôt avec d'autres choses et l'auteur promettait de donner tous les ans quelque chose de nouveau.
Contient les motets à 4 voix : Veni creator Spiritus, Pange lingua gloriosi, Jubilate Deo omnis terra, Vulnerasti cor meum. À 3 voix : Quis mihi det pennas, Regina cæli lætare, Super flumina Babylonis, Venite exultemus Domino, O bone Jesu.  À 2 voix : O mater Christi, O panis vive, Laudate Dominum.
Recueil intégralement mis en partition dans le manuscrit Paris BNF (Mus.) : Rés F 923, et dans le même ordre (copie datée 1697 provenant de l'atelier Philidor, numérisée sur Gallica).
L’œuvre est ainsi commentée par Sébastien de Brossard : « L'épitre est courte mais très bien tournée. Il promet dans une courte préface d'autres ouvrages de sa façon, mais on ne voit pas qu'il se soit acquitté de sa promesse ; c'est dommage, car sa musique est sage, harmonieuse et de très bon goût. »